# П'єзоелектричні властивості гірських порід
П'єзоелектричні властивості гірських порід (рос. пьезоэлектрические свойства горных пород; англ. piezoelectric properties of rocks, нім. piezoelektrische Eigenschaften f pl der Gesteine) — здатність кристалічних речовин створювати електричну поляризацію при стисканні або розтягненні їх в певних напрямках (прямий п'єзоефект). Зворотний п'єзоефект — поява механічних деформації г.п. під дією електричного поля. Існує понад 1200 природних об'єктів (г.п., мінералів тощо), які мають П.в. З них понад 400 — мінерали. П.в мають також гірські породи, які містять мінерали-п'єзоелектрики (граніти, гнейси, кварцити, жильний кварц та ін.